# Sunndal, Vestland
Sunndal (eller Sundal) är den största orten i Mauranger i Kvinnherads kommun i Vestland fylke i västra Norge och har varit en turistmagnet i över 150 år. Orten har cirka 70 invånare.  
I Sunndal ligger Mauranger uppväxtcenter där Sjøtroll AS har sin smoltanläggning där man odlar atlantlax. Orten har också en campingplats, butik och en skola från första till fjärdeklass. Efter går de på en skola i Rosendal.
Under slutet av 1800-talet vallfärdade tyska och brittiska turister till Sunndal för att uppleva den storslagna naturen med bland annat Folgefonna. Idag är Sunndal en naturlig inkörsport till Folgefonna nationalpark vilket är ett paradis för friluftsintresserade. Från Sunndal är det 20 minuters bilkörning genom Folgefonntunnelen till Odda, och 30 minuter till Rosendal.

## Bilder

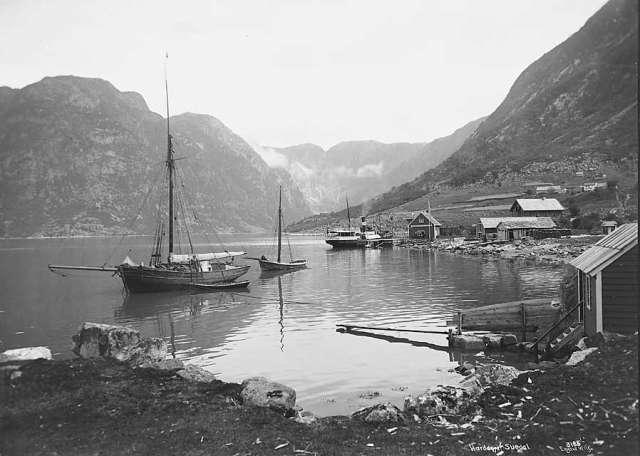
Sunndal på slutet av 1800-talet.
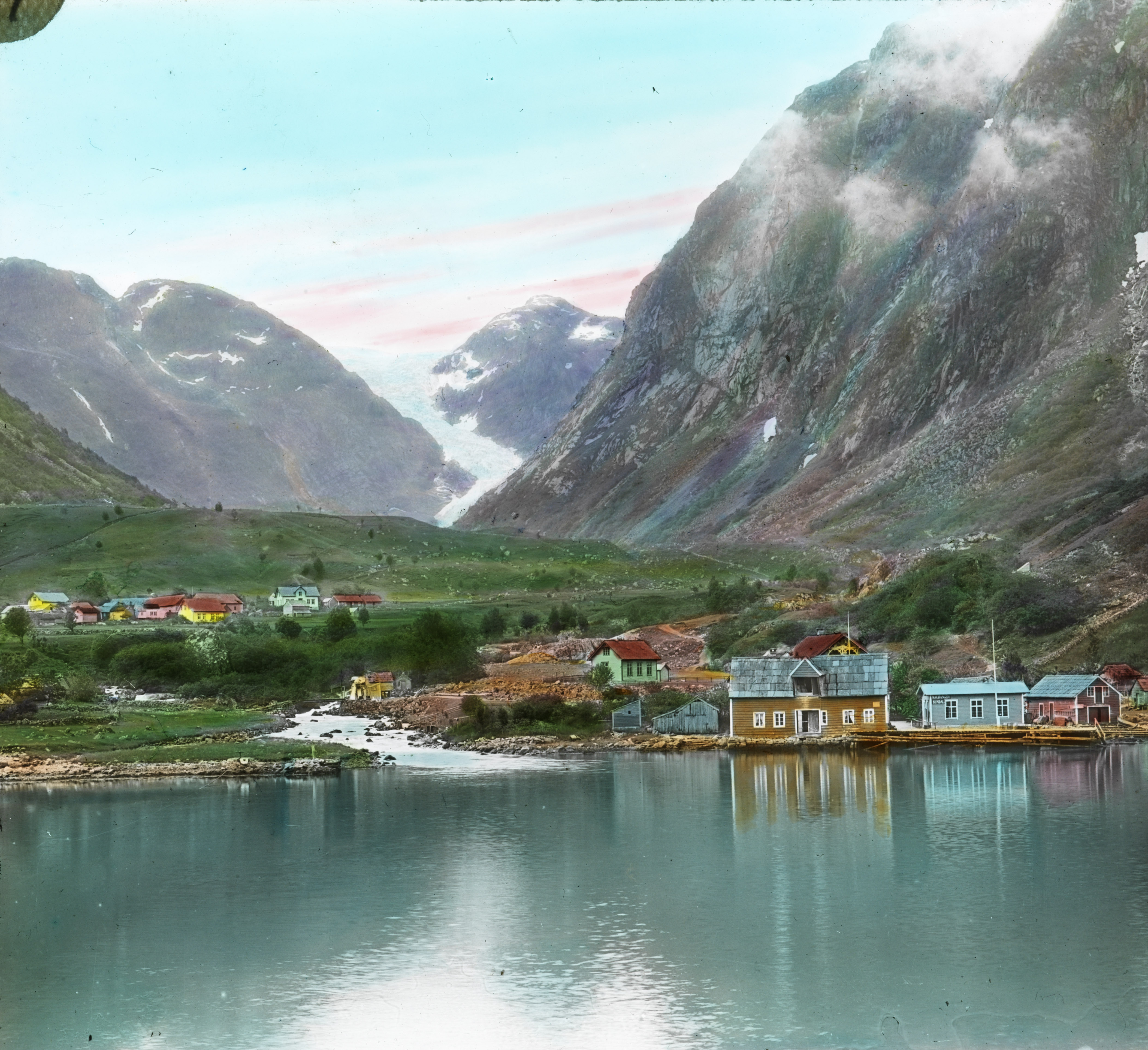
Sunndal under sent 1800-tal.